# قفس طلایی (فیلم ۱۳۴۵)
قفس طلایی فیلمی به کارگردانی و نویسندگی رضا صفایی محصول سال ۱۳۴۵ است.

## خلاصه داستان
زنی برای تصاحب ثروت شوهرش که رئیس کارخانه است، درصدد قتل دختر خوانده‌اش، پروین برمی‌آید…

## بازیگران
- ناصر ملک مطیعی
- پوری بنایی
- همایون
- احمد قدکچیان
- علی آزاد
- محسن آراسته
- سونیا
- لیلا فروهر
- پروانه خدابنده‌لو